# UNMIS
De United Nations Mission in the Sudan (UNMIS) werd opgericht op 24 maart 2005 middels resolutie 1590 van de Veiligheidsraad van de Verenigde Naties en volgde UNAMIS op. De resolutie volgde op het tekenen van het vredesakkoord tussen de regering van Soedan en het Soedanese Volksbevrijdingsbeweging (SPLM) op 9 januari 2005 in Nairobi, Kenia. De vredesmacht werd middels resolutie 1997 van de VN-Veiligheidsraad opgeheven na de oprichting van de UNMISS-vredesmacht voor het net van Soedan afgescheiden land Zuid-Soedan. Aldus werd UNMIS opgevolgd door UNMISS in 2011.

## Omschrijving

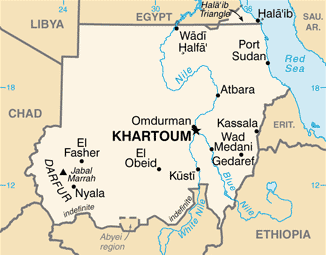
Soedan

Tot de taken van UNMIS behoorden het ondersteunen van de uitvoering van het vredesakkoord, het vervullen van taken in verband met humanitaire ondersteuning, bescherming, bevorderen van de mensenrechten en het ondersteunen van de missie van de Afrikaanse Unie in Soedan (AMIS). Op 29 april 2010 nam de VN-Veiligheidsraad VN-resolutie 1919 aan, waarmee de VN-vredesmissie UNMIS werd verlengd tot 30 april 2011.

### Kengegevens
- Duur: maart 2005 tot 9 juli 2011
- Speciale vertegenwoordiger van de secretaris-generaal en hoofd van de missie: Haile Menkarios
- Speciale vertegenwoordiger van de secretaris-generaal (politiek): Jasbir Singh Lidder
- Speciale vertegenwoordiger van de secretaris-generaal (resident en coördinator humanitaire steun): Georg Charpentier
- Commandant der troepen: Moses Bisong Obi (Nigeria)
- De totale kosten werden geschat op $5.76 miljard

### Doelen
De doelen van de missie werden als volgt geformuleerd:
- Een stabiel Soedan dat in staat zou zijn om 61/2 half jaar na het mandaat een vredelievend referendum te houden in Zuid-Soedan en Abyei;
- De mogelijkheid te creëren voor Zuid-Soedan om een Soedanese eenheid te vormen of in ieder geval vreedzame samenwerking binnen Soedan mogelijk te maken;
- Ervoor te zorgen dat Abyei kon opgaan in Bahr el Ghazal of een aparte status zou bereiken binnen Noord-Soedan;
- Ervoor te zorgen dat er een stabiele omgeving in de Zuidelijke Kordofan, de Noebabergen en de Blauwe Nijl-regio zou ontstaan, zodat de inwoners van die staten een overeenkomst zouden kunnen sluiten, waardoor de politieke conflicten in dit gebied beëindigd zouden kunnen worden.

### Sectoren
De sectoren waren als volgt verdeeld:
- Sector 1: Equatoria; sector hoofdkwartier Djoeba; troepen leverend land was Bangladesh. Deze sector behelsde West Equatoria, Bahr Al Jabal en Oost Equatoria. De sector hoofdkwartier was samengevoegd met de Joint Monitoring & Coordination Office (JMCO), dat de monitoring en verificatie door de Ceasefire Joint Military Committee (CJMC) observeerde.
- Sector 2: Bahr el Ghazal; sector hoofdkwartier Wau; troepen leverende landen waren Kenia en China. Deze sector behelsde onder meer de staten van Western Bahr el Ghazal, Northern Bahr el Ghazal, Warab en Al Buhairat.
- Sector 3: bovenstroomse gebied van de Witte Nijl; sector hoofdkwartier Malakal; troepen leverend land was India. Deze sector behelsde onder meer de staten Jonglei, Unity en het bovenstroomse Nijlgebied.
- Sector 4: Noebabergen; sector hoofdkwartier Kaduqli; troepen leverend land was Egypte. Deze sector had identieke grenzen als eerder genoemde, de zuidelijke Kordofanprovincie, tot het werd opgesplitst in de staten Noord-Kordofan en Zuid-Kordofan.
- Sector 5: zuidelijk gebied van de Blauwe Nijl; sector hoofdkwartier Ad-Damazin; troepen leverend land was Pakistan. Deze sector behelsde het gebied rond de Blauwe Nijl.
- Sector 6: Abyei; sector hoofdkwartier Abyei; troepen leverend land was Zambia. Deze sector behelsde de olie-regio die de stad Abyei omringde en zich noordelijk van de stad uitstrekte.

### Leiding van de UNMIS

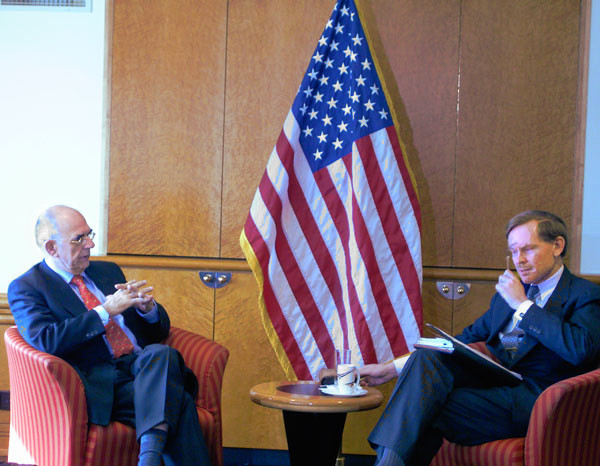
Secretaris Zoellick heeft een ontmoeting met lid van de Verenigde Naties voor Soedan Jan Pronk

Speciale vertegenwoordigers van de secretaris-generaal en hoofd van de missie waren:
- Jan Pronk (Nederland): maart 2005 – december 2006
- Taye-Brook Zerihoun (Ethiopië): januari 2007 –  september 2007
- Ashraf Jehangir Qazi (Pakistan): september 2007 – februari 2010
- Haile Menkerios (Zuid-Afrika): maart 2010 – juli 2011

### Commandanten der troepen van de UNMIS
- Luitenant-generaal Jasbir Singh Lidder (India): januari 2006 – mei 2008
- Generaal-majoor Paban Thapa (Nepal) mei 2008 – mei 2010
- Generaal-majoor Moses Bisong Obi (Nigeria) juni 2010 – juli 2011

### Sterkte
De oorspronkelijke bedoeling was om in totaal 10.000 man aan militair personeel, waaronder ongeveer 750 militaire waarnemers, 715 man politie en civiel personeel aan de UNIS-missie te doen deelnemen. Op 31 januari 2011 bestond de UNMIS-macht uit 10.519 man geüniformeerd personeel, waaronder 9.304 man aan troepen. Er waren toen 513 militaire waarnemers en 702 politieofficieren aanwezig. Het overig personeel was samengesteld uit 966 man internationaal civiel personeel, 2.837 lokale manschappen van de civiele staf en 477 vrijwilligers van de Verenigde Naties.
Op het moment van het einde van de UNMIS-missie (30 juni 2011) bestond de staf uit 10.352 man geüniformeerd personeel, waaronder 9.250 man aan troepen, 465 militaire waarnemers en 637 politieofficieren. Het overig personeel was samengesteld uit 965 man internationaal civiel personeel, 2.803 lokale manschappen van de civiele staf en 331 vrijwilligers van de Verenigde Naties.
Militair personeel werd geleverd door: Algerije, Australië, Bangladesh, België, Benin, Bolivia, Brazilië, Burkina Faso, Cambodja, Canada, China, Kroatië, Denemarken, Ecuador, Egypte, El Salvador, Fiji, Finland, Duitsland, Ghana, Griekenland, Guatemala, Guinea, India, Indonesië, Japan, Jordanië, Kenia, Kirgizië, Maleisië, Mali, Moldavië, Mongolië, Namibië, Nepal, Nederland, Nieuw-Zeeland, Nigeria, Noorwegen, Oman, Pakistan, Paraguay, Peru, Filipijnen, Polen, Zuid-Korea, Roemenië, Rusland, Rwanda, Sierra Leone, Sri Lanka, Tanzania, Thailand, Turkije, Oeganda, Oekraïne, Verenigd Koninkrijk, Vietnam, Jemen, Zambia, Zuid-Afrika, Zweden en Zwitserland.
Politiepersoneel werd geleverd door: Argentinië, Australië, Bangladesh, Bosnië en Herzegovina, Brazilië, Canada, China, Duitsland, Egypte, El Salvador, Ethiopië, Fiji, Filipijnen, Gambia, Ghana, India, Indonesië, Jamaica, Jordanië, Kenia, Kirgizië, Maleisië, Mali, Mexico, Namibië, Nepal, Nederland, Nigeria, Noorwegen, Pakistan, Rusland, Rwanda, Samoa, Seychellen, Sri Lanka, Turkije, Oeganda, Oekraïne, Verenigde Staten, Jemen, Zambia, Zimbabwe, en Zweden.

### Nederlandse bijdrage

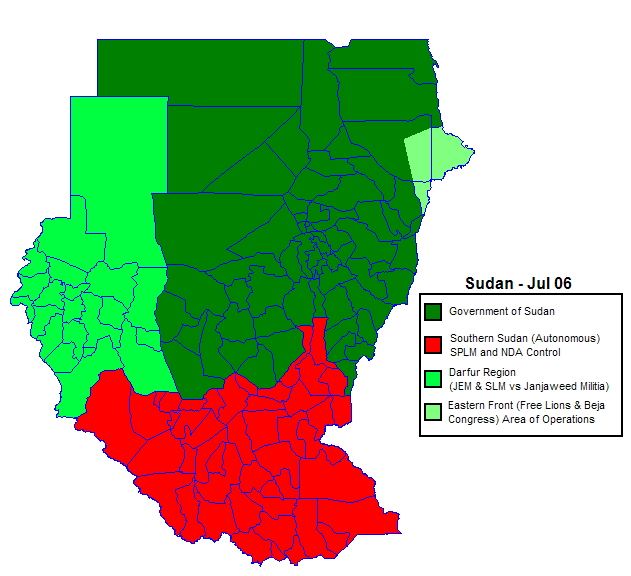
Politieke verdeling in Soedan in 2006

Op 18 november 2005 besloot de Nederlandse regering om vijftien militaire waarnemers en vijftien politiewaarnemers in de zuidelijke sector van UNMIS te plaatsen. Het kabinet had twee voorwaarden aan het vertrek van de waarnemers verbonden: dat er VN-veiligheidstroepen en medische voorzieningen beschikbaar waren. Een verkenningsmissie van Buitenlandse Zaken en Defensie concludeerde eind maart 2006 dat aan de gestelde voorwaarden niet was voldaan. Hierdoor werd de komst van de Nederlandse waarnemers met drie maanden uitgesteld. Twee stafofficieren, die als airplanner in het sectorhoofdkwartier te Juba en als logistieke stafofficier in het hoofdkwartier van de vredesmacht te Khartoem waren geplaatst, arriveerden op 4 maart 2006 in Soedan. De eerste groep van 7 waarnemers vertrok op 22 april. Een Nederlandse verkenningsmissie vertrok eind mei 2006 naar Soedan om de omstandigheden in de sectoren 2 tot en met 6 in kaart te brengen. Vrijwel alles voldeed aldaar aan de gestelde eisen. Op 29 juni vertrok de tweede waarnemersgroep (7 militairen), in gezelschap van 7 politiewaarnemers. De overige 5 politiewaarnemers arriveerden op 27 juli in Khartoem. Op 5 september 2006 werd toestemming gegeven voor de plaatsing van 4 civiele politiefunctionarissen bij UNMIS. Pas in 2007 kwam toestemming voor de plaatsing van waarnemers annex agenten in Bor en Aweil.
De Nederlandse waarnemers en politiefunctionarissen werden per twee personen ingezet en voerden hun taken ongewapend uit. Hun hoofdtaak was het controleren of men zich hield aan de afspraken zoals vastgelegd in het CPA. Hiertoe werden militaire eenheden bezocht en wapens en manschappen geteld. De politiewaarnemers hielden zich vooral bezig met de capaciteitsuitbreiding en kwaliteitsverbetering van de lokale politie. Zij hielpen onder meer bij het geven van trainingen en het opzetten van projecten. Eind 2006 en begin 2007 verslechterde de toestand in delen van Zuid-Soedan; in de meeste gevallen kwam dat doordat gewapende troepen, al dan niet gelieerd aan de SPLA of SAF, diverse vijandelijke acties ondernamen. In totaal waren er ongeveer 30 Nederlandse militairen actief binnen deze missie.

## Huidige situatie
De staakt-het-vurenovereenkomst werd actief op het moment dat het Comprehensive Peace Agreement (CPA) getekend was. Niet alle betrokken partijen namen deel aan de vredesonderhandelingen en velen daarvan lieten hun ongenoegen blijken dat zij er niet bij betrokken waren en aldus hun belangen niet behartigd werden. Zij verklaarden dat zij zich niet automatisch gebonden voelden aan het CPA, zoals dat bereikt was door de regering van Soedan en de SPLM/A. Criminele en zwaar bewapende eenheden zagen de Verenigde Naties steeds meer als een aantrekkelijk doelwit, onder meer groepen die actief waren over de grens, zoals het Verzetsleger van de Heer.
In een brief van de Nederlandse regering werd gemeld dat de verkiezingen in Soedan in het noorden duidelijk waren gewonnen door president Bashir en in het zuiden door president Kiir. De belangrijkste boodschap van de EU- verkiezingswaarnemingsmissie was dat de verkiezingen niet aan internationale standaarden hadden voldaan. Er werden veel tekortkomingen geconstateerd over de gehele linie van het verkiezingsproces. Zo was er soms sprake van intimidatie en geweldpleging. Ook het gegeven dat diverse oppositiepartijen in het noorden zich hadden teruggetrokken, verslechterde de toestand. Door deze boycot kreeg de bevolking weinig keuze bij het stemmen. Er werd een vervolgmissie naar Soedan gestuurd, genaamd UNMISS (vanaf 2011).

## Zie ook

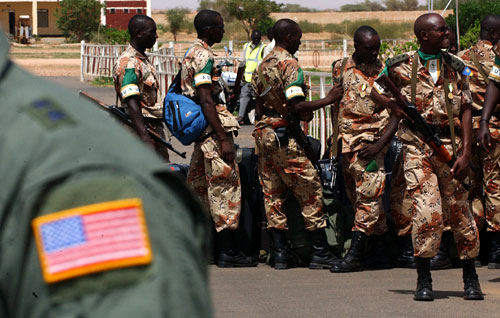
Rwandese UNMIS-troepen
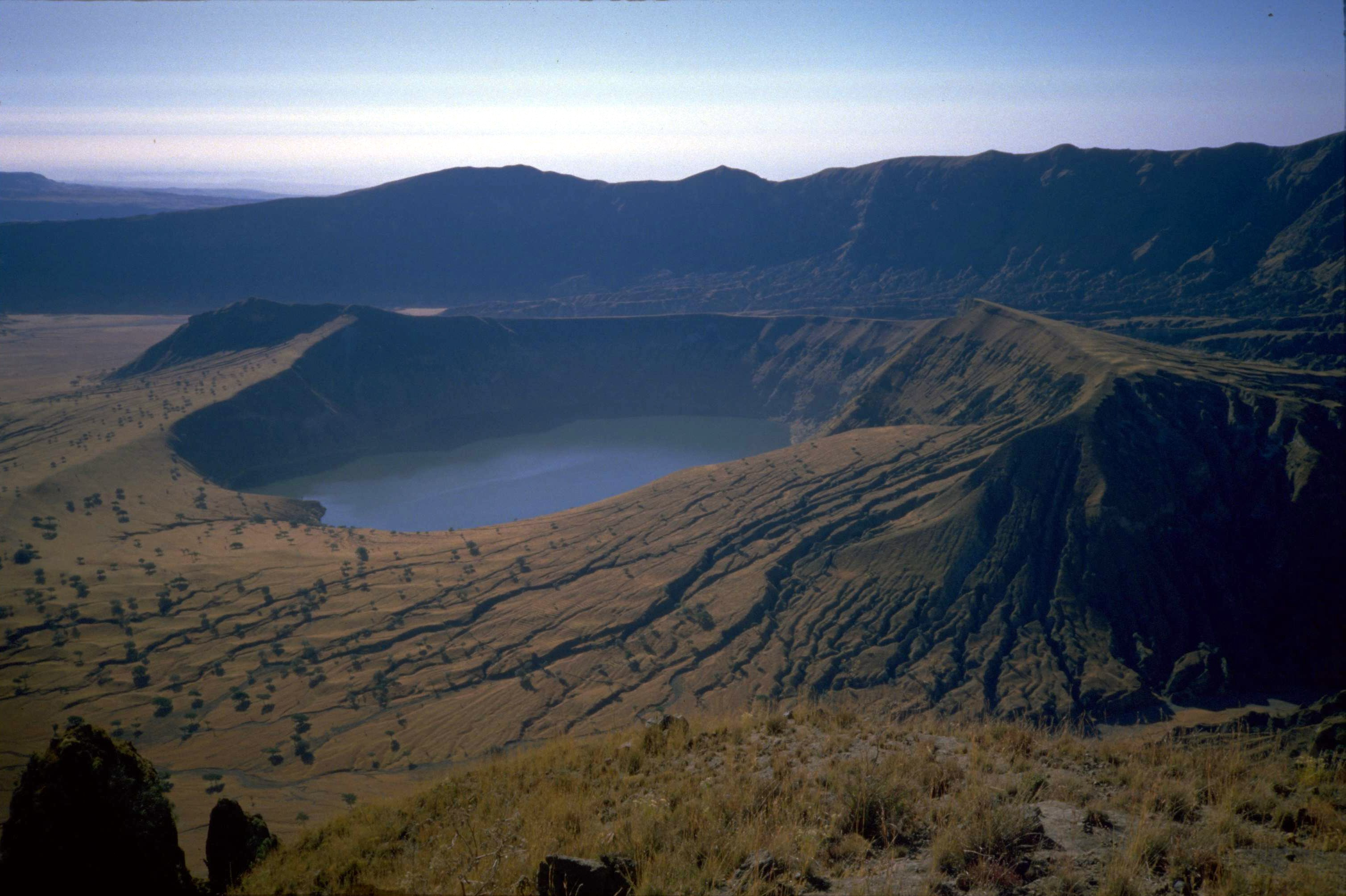
Soedan
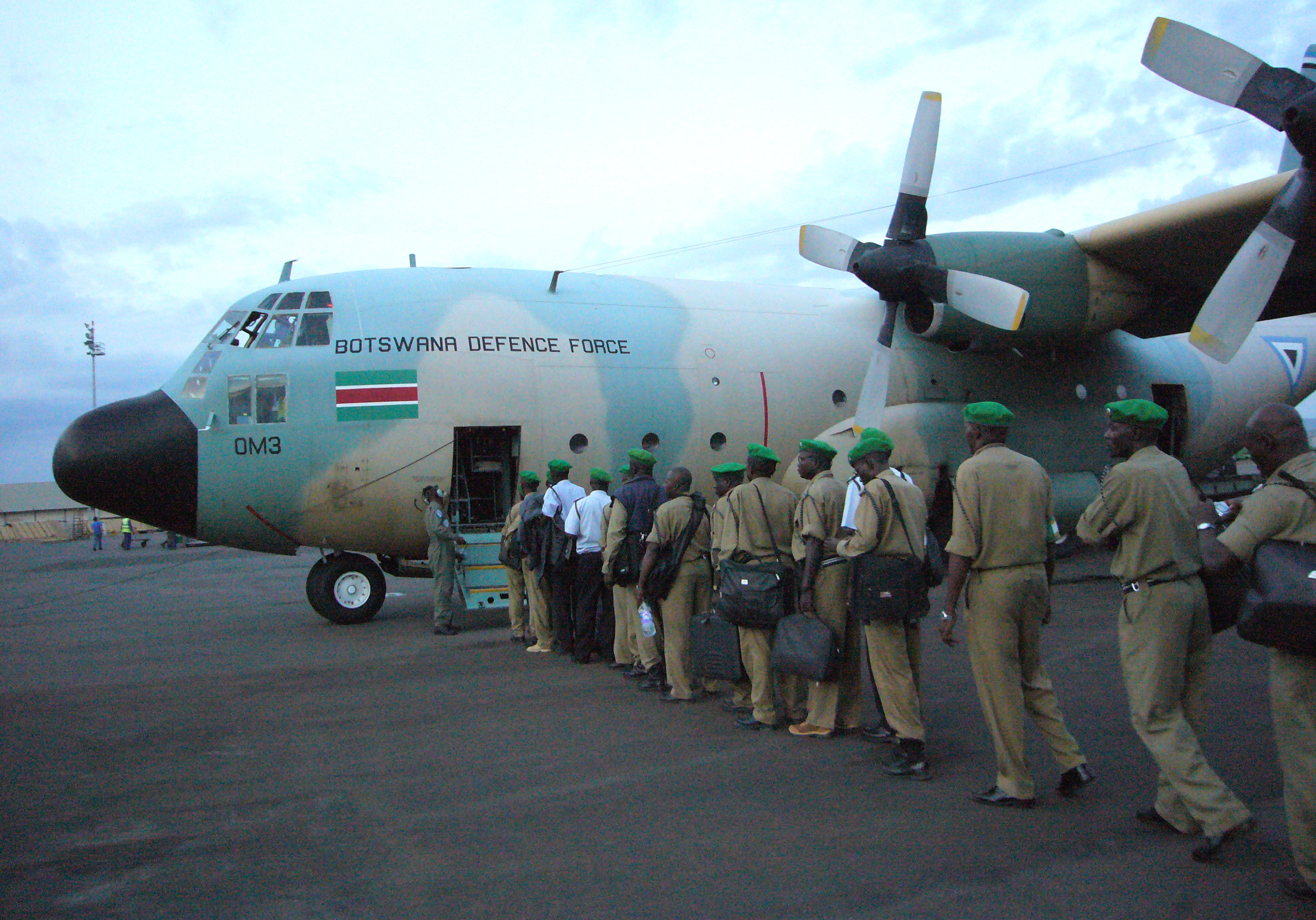
Oegandese politieofficieren keren terug naar huis na afloop van de missie
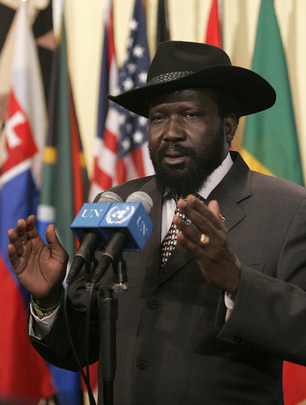
Salva Kiir Mayardit, eerste president van Zuid-Soedan, sinds de onafhankelijkheid in 2011
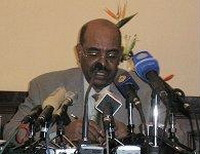
Luitenant-generaal Omar al-Bashir, president van Soedan
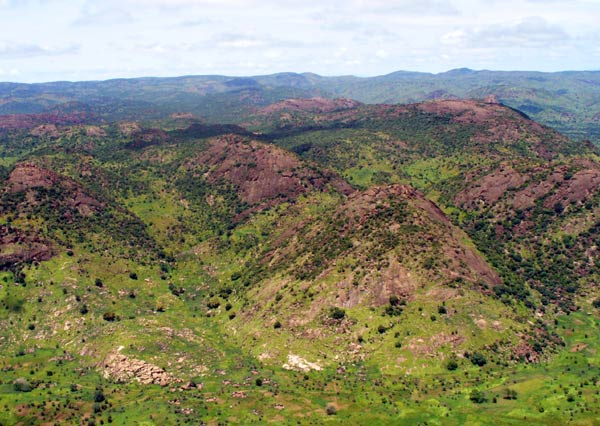
Noebagebergte